# Anders Hakola

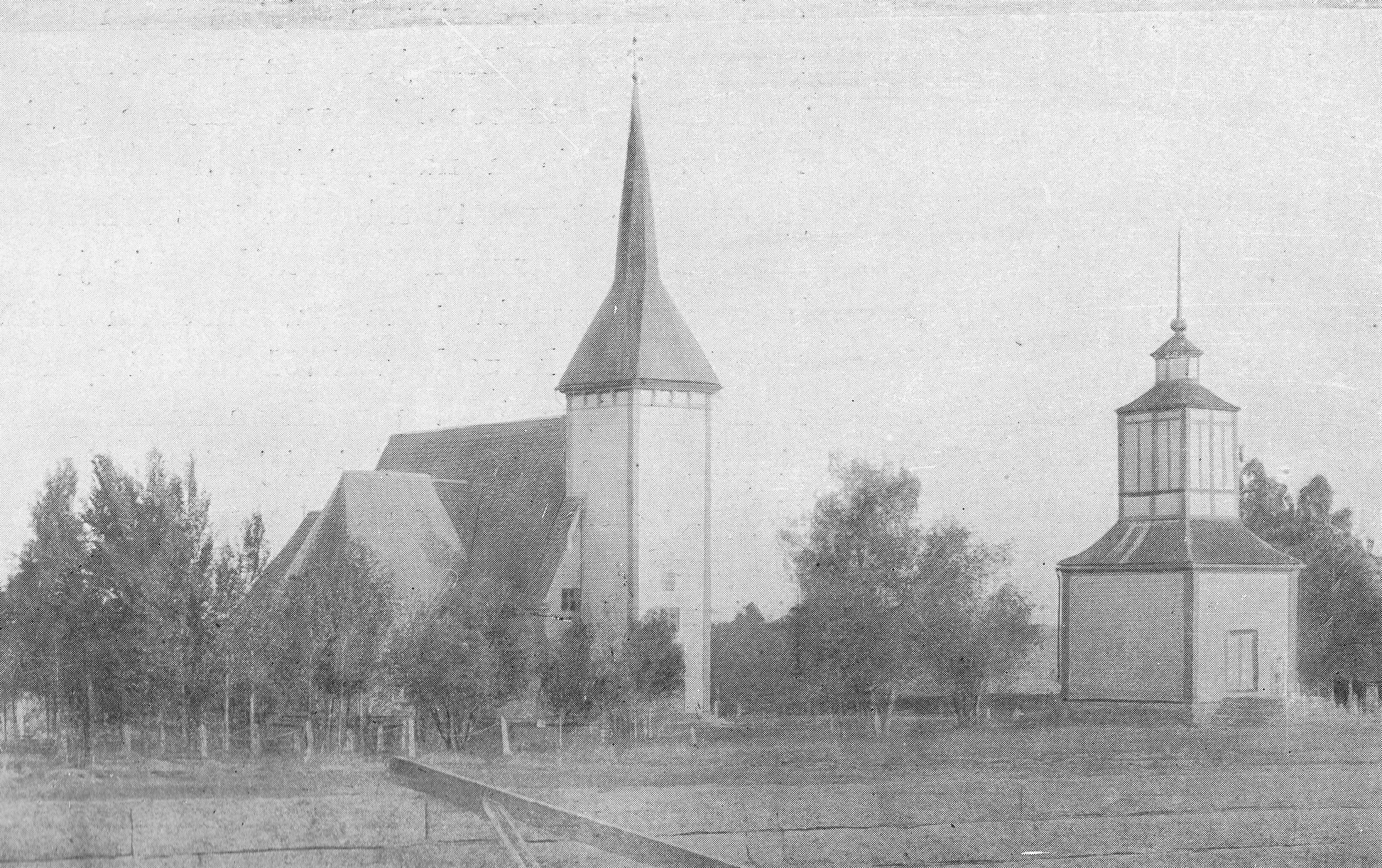
Alahärmä kyrka som brann ner 1898.

Anders Hakola (även Antti Hakola), född 4 september 1704 i Alahärmä, död 2 april 1778 i Nurmo, var en svensk kyrkobyggare som verkade i östra rikshalvan, hemma från Alahärmä. Hakola började bygga kyrkor av trä då han var 45 år. Han hade en bakgrund som bonde. Ett monument över Antti Hakola finns vid Alahärmä församlingshem. Det är okänt varifrån han fått sina grunder i kyrkobyggandet. Det har antagits att han kunde varit skeppsbyggare innan han slog sig på kyrkbyggen. En del av de byggnadstekniska lösningarna han använder skvallrar om att han kände till utvecklingen inom skeppsbyggandet.
Brodern Matts Hakola byggde också kyrkor.

## Kyrkor i kronologisk ordning
- Alajärvi kyrka (1749) – revs 1836,  den nuvarande klockstapeln härstammar från  Hakolas kyrkan
- Alahärmä gamla kyrka (1752) – brann p.g.a. vårdslöshet med en cigarettfimp i samband med kyrtakets tjärning 1898, den nya kyrkan ritades av Josef Stenbäck (1901–1903)
- Kauhava gamla kyrka (1756) – brann juldagen 1921, en ny kyrka ritades av Josef Stenbäck (1923–1925)
- Keuru gamla kyrka (1758)
- Evijärvi kyrka (1758) – renoverade 1887
- Purmo kyrka (1772) – osäker men stilen påminner om Hakolas
- Virdois kyrka (1772)
- Kuortane kyrka (1777)
- Nurmo kyrka (1778) – Antti Hakola dog under byggandet, och sonen  Gabriel Hakola (känd på finska som: Kaapo Hakola) avslutade bygget enligt planerna. Klockstapeln (1770) är kännetecknar helt Antti Hakolas stil. Kaapo Hakola byggde också Ylihärmä kyrka[1].

## Klockstaplar i kronologisk ordning
- Esse kyrkas klockstapel (1777), formspråket tyder på Hakola